# República de Molossia
La República de Molossia (en inglés: Republic of Molossia; en esperanto: Respubliko de Molossia) es una micronación ubicada en el estado de Nevada, Estados Unidos. Fue creada en 1977 por el estadounidense Kevin Baugh. Ha captado la atención de diversos medios de prensa, y desde su creación ha servido como atractivo turístico de su localidad y fuente de ingresos para Kevin Baugh, quien la define como una «extensión de la libertad de expresión» de la cual goza como ciudadano de Estados Unidos.
Funciona en la práctica como un atractivo turístico, sin intención alguna de separarse de los Estados Unidos, y su fundador paga sus impuestos en Estados Unidos (aunque lo suele llamar foreign aid, ‘apoyo exterior’).
En los últimos años, su fundador ha promovido el vínculo con organizaciones similares y también creó la convención de micronaciones llamada MicroCon.

## Historia
Fue fundada como un país imaginario en 1977 por Kevin Baugh y su amigo James Spielman, cuando eran niños, bajo el nombre de «Gran República de Vuldstein». Baugh retomó el proyecto en 1999, renombrando la micronación como Molossia el 3 de septiembre de 1999. El propio Baugh declaró que adoptó el nombre por sus cualidades eufónicas y se inspiró en una palabra del idioma hawaiano, sin saber que había existido un reino de Molosia en la antigüedad.
Al igual que la mayor parte de las micronaciones, Molossia se estructura como un estado y pretende contar con los elementos que lo definen. El pretendido territorio de la micronación es la propiedad de Baugh ubicada en Dayton (Nevada),  elegida por ser un lugar «agradable y seco, y sin demasiadas moscas». Actualmente hay 35 habitantes, correspondientes a la familia de Baugh, y sus trabajadores y compañeros.
Molossia en la práctica es un atractivo turístico de carretera o trampa para turistas, visión reforzada por la estrafalaria vestimenta de su líder, y por su particular legislación que prohíbe importaciones por motivos banales, o simplemente establece multas por actividades inexistentes Esta organización y leyes, según Baugh, son «una burla de los dictadores del tercer mundo, que cuentan con el apoyo de los Estados Unidos».
El 13 de noviembre de 2012, Kevin Baugh creó una petición web para obtener el reconocimiento oficial de la micronación.

### Relaciones internacionales
Ningún país reconoce legitimidad alguna a Molossia. Solo mantiene contacto con micronaciones como el Gran Ducado de Flandrensis y Westarctica.
La micronación pretende estar en guerra con la desaparecida República Democrática de Alemania. Esta hostilidad se remonta al servicio militar del propio Baugh, en Alemania Occidental en el período la Guerra Fría. Si bien el estado enemigo ya no existe, Baugh argumenta que el Cayo Ernest Thaelmann, un territorio cubano cedido en uso a Alemania Oriental, es el último resto del estado enemigo, por lo que la guerra continúa.

### Moneda local

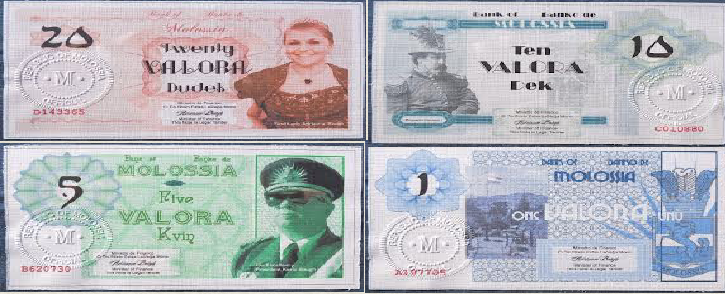
El Volora es la moneda oficial de la República de Molossia, en esta imagen se muestran los billetes de 1,5,10 y 20 Voloras.

La moneda oficial de Molossia es el Volora, las monedas y billetes de Volora, y, son emitidos por el Banco de Molossia.

## Símbolos nacionales

### Bebida tradicional
La bebida característica de Molossia se llama Molossolini, una bebida mezclada sin alcohol de Sprite, granadina y jugo de piña, con cerezas y rodajas de plátano, naranja y piña.

### Santo Patrón
San Expedito es considerado como el santo patrón de Molossia, su festividad es el 19 de abril.